# برونو هوبر
برونو هوبر (بالألمانية: Bruno Huber) (و. 1899 – 1969 م) هو عالم نبات، وأستاذ جامعي، من النمسا، كان عضوًا في الأكاديمية الألمانية للعلوم ليوبولدينا، توفي في ميونخ، عن عمر يناهز 70 عاماً.

## مناصب وهيئات
أدار جامعة ميونخ التقنية، وجامعة فرايبورغ، وجامعة دارمشتات للتكنولوجيا، وجامعة غرايفسفالت.